# Súdán (region)
Súdán je region oddělující Saharu a Sahel od vlhkých tropů.

## Geografie
Oblast je rozprostřena přes celý africký kontinent. Severní hranice oblasti probíhá přibližně po 18° s. š. na západě a na východě se snižuje k 16° s. š. Jižní hranice regionu sahá po okraj Hornoguinejské vysočiny, pokryté mozaikou lesů a vlhčích savan, a rozvodí Konga a Šari.
Krajinu tvoří roviny pánví se svědeckými vrchy a ostrovními horami, místy s průniky vulkanických hornin. Rostlinný pokryv tvoří savana. Jih a západ je srážkově bohatší, proti oblastem na severu, čemuž odpovídá i změna rostlinného pokryvu. Sezónní srážky přicházejí v červenci a srpnu.
Osídlení je soustředěno kolem řek.

## Galerie

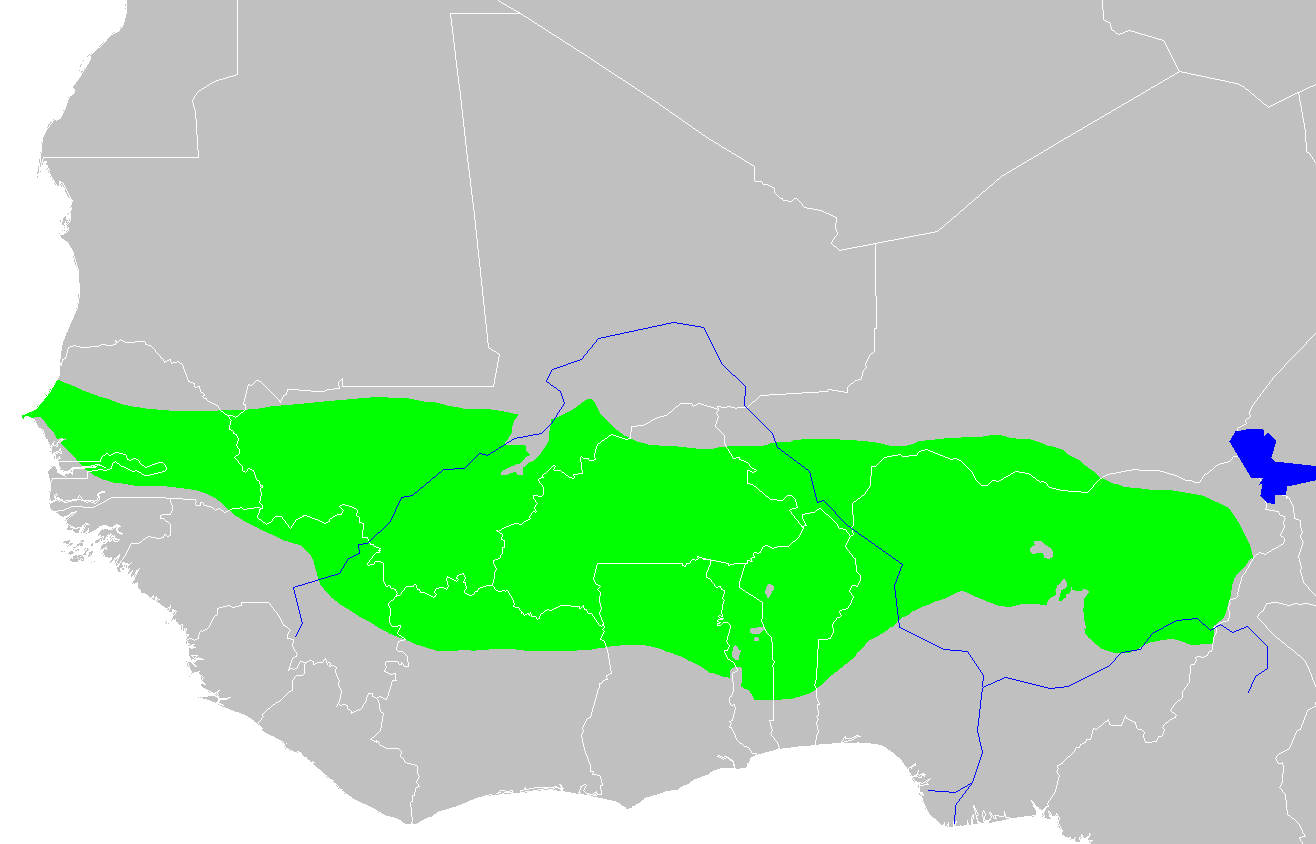
západní súdánské savany
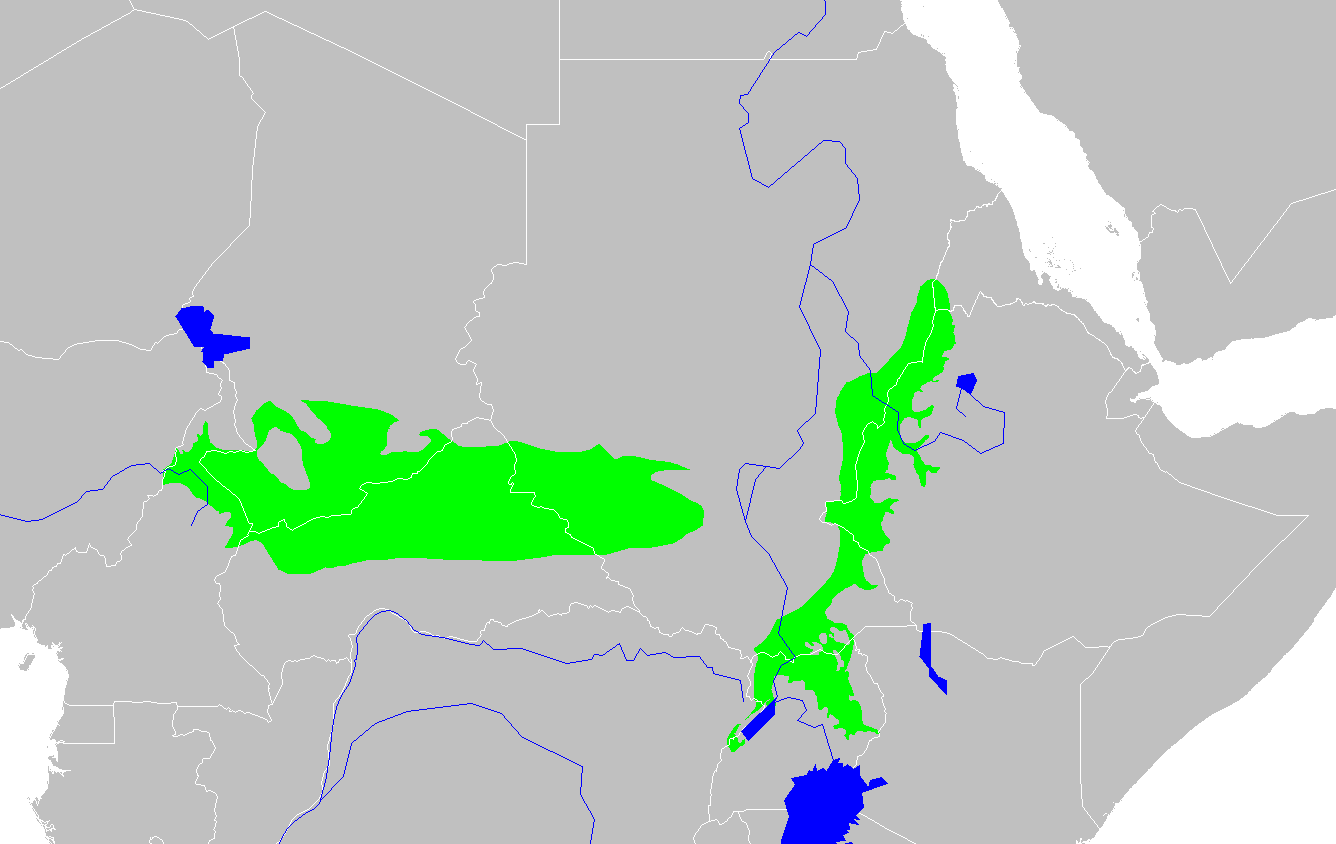
východní súdánské savany